# Alla ricerca della felicità
Alla ricerca della felicità (The Blue Bird) è un film del 1940 diretto da Walter Lang, ispirato al celebre racconto L'uccellino azzurro di Maurice Maeterlinck. Girato in technicolor, il film fu inteso come la risposta della 20th Century Fox al film Il mago di Oz, distribuito l'anno precedente dalla Metro-Goldwyn-Mayer.

## Trama
Mytyl e il suo fratellino Tyltyl, figli di un taglialegna, vengono guidati dalla fata Berylune in un viaggio magico alla ricerca dell'uccellino azzurro della felicità. Essi attraverseranno il passato, dove incontreranno i loro nonni defunti, visiteranno il Paese del Lusso, dove saranno accolti da Messier Lusso e Madame Lusso. Visiteranno anche il Futuro, popolato dai bambini che dovranno nascere. Per accompagnarli, la fata trasformerà magicamente il loro cane Tylo, la gatta Tylette, e la lanterna "Luce" in forma umana. Scopriranno che l'uccellino si trovava in un posto che non si sarebbero mai aspettati.

## Produzione
Il film fu prodotto dalla Twentieth Century Fox Film Corporation.

## Distribuzione
Distribuito dalla Twentieth Century Fox Film Corporation, il film uscì nelle sale cinematografiche USA il 19 gennaio 1940.

## Riconoscimenti
- 1941 - Premio Oscar
  - Nomination Migliore fotografia a Arthur C. Miller e Ray Rennahan.
  - Nomination Migliori effetti speciali a Fred Sersen e Edmund H. Hansen.